# أندي آرنوت
أندي آرنوت (بالإنجليزية: Andy Arnott)‏ (18 أكتوبر 1973 في المملكة المتحدة - ) هو لاعب كرة قدم بريطاني في مركز الوسط. لعب مع برايتون أند هوف ألبيون وروشدين ودايموندز وستيفيناغ بوروه وكولتشستر يونايتد ومانشستر يونايتد ونادي غيلينغهام ونادي فولهام ونادي ليتون أورينت ونادي دوفر أتليتيك وأشفورد يونايتد ‏ وويلينج يونايتد.

## وصلات خارجية
- أندي آرنوت على موقع قاعدة بيانات كرة القدم.إي يو (الإنجليزية)
- أندي آرنوت على موقع Soccerbase.com (لاعب) (الإنجليزية)